# Arnold Willem Bouwmeester
Arnold Willem Bouwmeester (Winterswijk, 14 februari 1851 - Gieten, 9 november 1918) was een Nederlandse burgemeester.
Bouwmeester was een zoon van de predikant Johannes Wilhelmus Bouwmeester en Johanna Wilhelmina Voltelen. In 1882 werd hij benoemd tot burgemeester van Peize en in 1892 van Gieten. Zijn broer Alexander Carel Jan Frederik was burgemeester van Rolde en zijn broer Coenraad Willem Johan was burgemeester van Dalen.
Bouwmeester trouwde op 12 augustus 1882 te Dalen met Lucia Aleida Rolina ten Holte, dochter van de in 1870 overleden burgemeester van Dalen Johannes Albertus ten Holte en Albertha Hermanna Kymmell.